# Escrita gupta
A escrita Gupta (também chamada Escrita Gupta Brahmi ou Escrita Brahmi Tardia ) era usada para escrever o Sânscrito e é associada com o Império Gupta da Índia, período de grande prosperidade material, religiosa e científica. A escrita GHupta descended a escrita Brahmi e dela saíram as escritas Nagari, Sharada e Siddham. Essas escritas deram origem a importantesalfabetos, tais como o Devanagari (a mais usada para escrever o Sânscrito desde o século XIX), a escrita Gurmukhi  usada no Punjabi e  o Alfabeto tibetano.

## Classificação

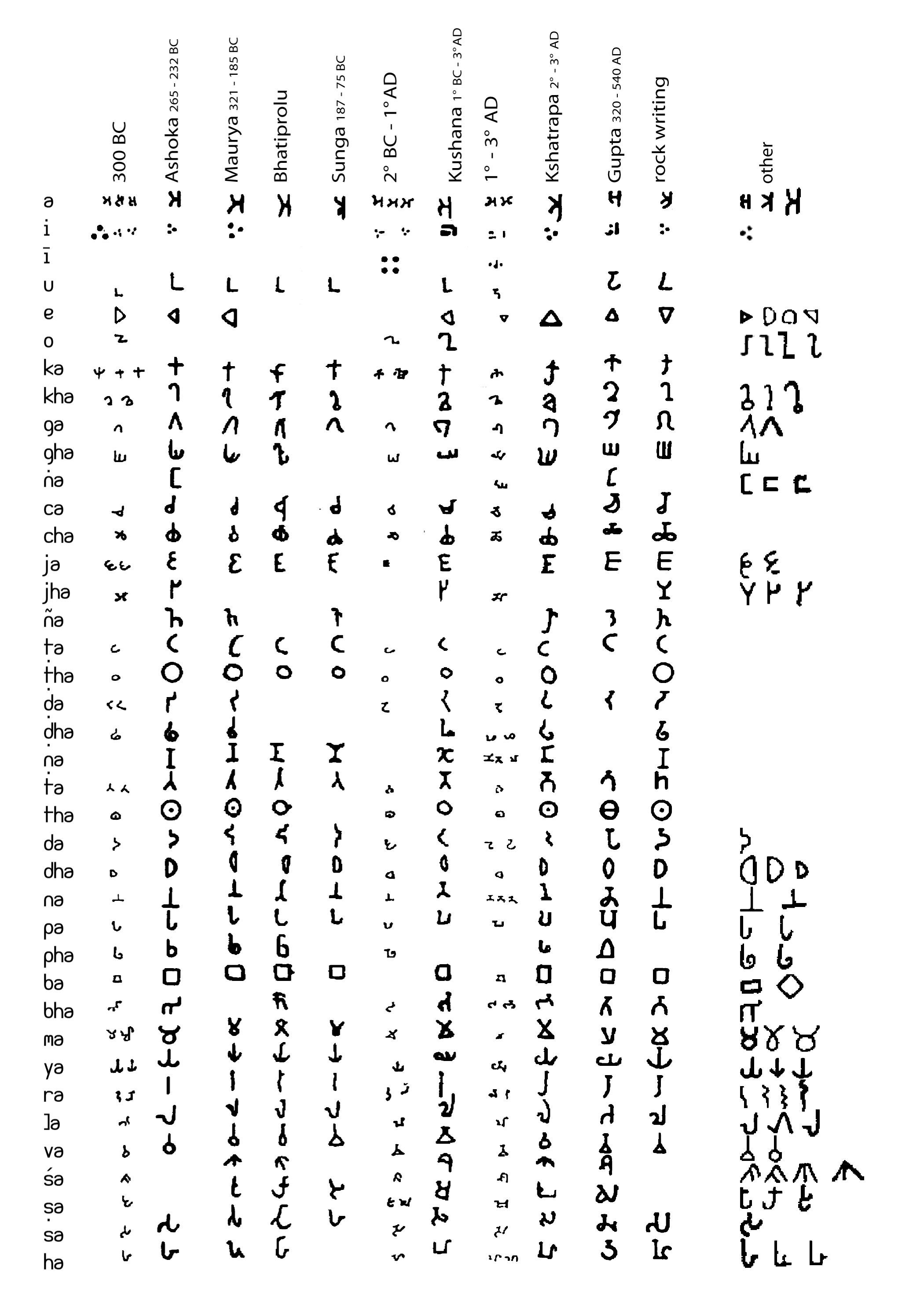
Escrita Brahmi e seus descendentes.

A escrita Gupta descende da Escrita Brahmi Ashokan e tem relevante posição na transição entre o Brahmi e as outras escritas da família Brâhmica, a qual tem diversos outros abugidas Alfassilabários.  Nos abugidas somente os fonemas consoantes têm símbolos próprios, enquanto que as vogais são definidas por diacríticos (porém, a Vogal “A” está implícita quando não houver diacrítico). Assim, a escrita Gupta funciona exatamente como esses diversos Abugidas, variando apenas as formas dos grafemas e diacríticos.  
Durante o século IV d.C., as letras passaram a apresentar formas mais cursivas e simétricas, visando uma escrita ao mesmo tempo mais rápida e com valor estético. Isso também fez com que  a escrita fosse apresentado mais diferenças ao longo de diversas áreas geográficas do Império Gupta (ocupava todo norete da atual Índia, sendo que tais variações locais foram, grosso modo, agrupadas em três, quatro ou cinco categorias, dependendo do estudioso ; Desse modo, uma classificação definitiva não existe, pois mesmo em cada um desses grupos pode haver variações em alguns dos símbolos. Com isso, o termo Gupta pode ser considerado como qualquer tipo de escrita derivado durante o período do Império em questão, mesmo não havendo uma razoável  uniformidade de grafia. 

## Inscrições
Algumas inscrições sobreviventes da escrita Gupta podem ser vistas em pilares de ferro ou de pedr, também em moedas de ouro datadas da época da dinastia Gupta. Uma das incrições mais importantes foi o “Allahabad Prasasti”, poema composto pelo poeta da corte e ministro do Rei Samudragupta, Harishena. Nela se relata a história de Samudragupta desde sua ascensão ao trono como Segundo monarca da Dinastia Gupta, bem como sua conquista de outros reinos.

## Alfabeto
| a | i | u | e | o  | ṛ |
| ā |   |   |   | au |   |

| k | kh | g | gh | ṅ |
| c | ch | j | jh | ñ |
| ṭ | ṭh | ḍ | ḍh | ṇ |
| t | th | d | dh | n |
| p | ph | b | bh | m |
| y | r  | l | v  |   |
| ś | ṣ  | s | h  |   |

## Numismática
Os estudos acerca das moedas  Gupta iniciou com a descoberta de uma grande quantidade das mesmas em 1783. Daí em diante, muitas desses tesouros foram encontrados, sendo o mais importante o de Bayana , descoberto em 1946, o qual continha mais de duas mil moedas de ouro cunhadas por Reis Gupta. Muitas das moedas da Dinastia Gupta apresentam inscrições acerca de lendas ou marcam fatos históricos. Em verdade, o Gupta foi um dos primeiros Impérios da Índia a emitir moedas, possivelmente em função de uma enorme prosperidade.. Quase todos os soberanos Guptas emitiram moedas, desde o primeiro, Chandragupta I. 
As inscrições nas moedas são de natureza diferente daquelas encontradas nos pilares, devido ao aspect oconservador dessas moedas que não eram para funcionar com dinheiro, o que pode ter evitado que as variações regionais se manifestassem nas inscrições cunhadas nas mesmas. Além disso, em função do espaço muito menor nas moedas, principalmente nas de prata, os símbolos eram truncados ou mesmo substituídos por outros menores, mais simples. Como exemplo, temos os símbolos para /ta/ e /na/, que muitas vezes eram simplificados como traços verticais.